# Wilhelm Königswarter
Pour les articles homonymes, voir Koenigswarter.
Pour les autres membres de la famille, voir Famille von Königswarter.
Wilhelm Königswarter (30 août 1890, Hanovre - 12 décembre 1966, Berlin) est un homme politique allemand.

## Biographie
Fils du baron Julius von Königswarter (de), il suit ses études d'économie et de droit à Hanovre, Leipzig, Marbourg et Berlin. Il obtient son doctorat à l'Université de Göttingen en 1914.
Sous la République de Weimar, Königswarter était membre du DDP et du Reichsvorstand jusqu'en 1930.
En 1945, il rejoint le SPD et participe à la reconstruction de Berlin. Il a été président du Comité national d'experts sur la monnaie et le crédit.
Il est représentant de Berlin au Bundestag de 1952 à 1961.

## Sources
- (de) Cet article est partiellement ou en totalité issu de l’article de Wikipédia en allemand intitulé « Wilhelm Königswarter (Politiker) » (voir la liste des auteurs).